# پونانی، هند
پونانی (به انگلیسی: Ponnani) یک منطقهٔ مسکونی در هند است که در بخش مالاپورام واقع شده‌است. پونانی ۲۴٫۸۲ کیلومتر مربع مساحت و ۹۰٬۴۹۱ نفر جمعیت دارد.